# Егиазарян, Ашот Еремович
Ашот Еремович Егиазарян (арм. Աշոտ Եղիազարյան, 16 июня 1943, Ереван — 26 декабря 2016, там же) — советский и армянский дипломат, исполняющий обязанности министра иностранных дел Армении (1990—1991). Имел дипломатический ранг чрезвычайного посланника и полномочного министра.

## Биография
- 1960—1965 гг. — филологический факультет Ереванского государственного университета,
- 1965—1968 гг. — старший референт Комитета по культурным связям с армянами за рубежом,
- 1968—1973 гг. — второй секретарь, заместитель заведующего, заведующий отделом политинформации МИД Армении,
- 1972—1973 гг. — студент юридического факультета Ереванского государственного университета,
- 1973—1976 гг. — слушатель дипломатической академии МИД СССР,
- 1974—1976 гг. — окончил Дипломатическую академию МИД СССР, получив специальность дипломата, историка международных отношений,
- 1976—1983 гг. — второй секретарь, первый секретарь посольства СССР в Народной Республике Ангола,
- 1983—1989 гг. — разные ответственные должности в ЦК КП Армении,
- 1989—1991 гг. — заместитель, первый заместитель министра иностранных дел, исполняющий обязанности министра иностранных дел Армении,
- 1991—1993 гг. — помощник премьер-министра Армении по международным делам. Награждён памятной медалью МИД Армении. Ряд дипломов и медалей всесоюзных и республиканских организаций,
- 1995—1996 гг. — начальник управления Европы МИД Армении,
- 1996—1997 гг. — вице-президент общества «Армения-Аргентина»,
- 1996—1998 гг. — начальник управления Латинской Америки МИД Армении,
- 1998—2007 гг.  — генеральный консул Армении в Сан-Пауло,
- 2007—2010 гг. — советник управления Америки МИД Армении. Член Координационного совета международной культурной программы «Дорога книги» Совет Европы,
- 2010—2014 гг. — Чрезвычайный и Полномочный Посол Республики Армения в Бразилии.

## Участие в международных мероприятиях и переговорах
- 1986 — руководитель партийной делегации Армении в Венгрии.
- 1989 — руководитель делегации ЦК КП Армении в США по поводу первой годовщины Спитакского землетрясения.
- 1989, 1990 — заместитель члена делегации СССР на 44 и 45 сессиях Генеральной Ассамблеи ООН.
- 1990 — член делегации СССР на учредительной конференции Черноморского экономического сотрудничества.
- 1991 — член Совета министров иностранных дел СССР.
- 1991 — участник совещания министров иностранных дел Европы.
- 1991 — член президентских делегаций в Латвию, Грузию и РФ.
- 1992, 1993 — член правительственных делегаций в Китай и Вьетнам.
- 2002 — член президентской делегации Армении в Бразилии.
- 2005 — заместитель председателя  делегации Армении на 11-й конференции ЮНКТАД.

## Награды и звания
Указом Верховного совета СССР от 26 июля 1983, награждён орденом «Знак Почёта».